# Gmina miejska Niška Banja
Gmina miejska Niška Banja (serb. Gradska opština Niška Banja / Градска општина Нишка Бања) – gmina miejska w Serbii, w okręgu niszawskim, w mieście Nisz. W 2018 roku liczyła 14 210 mieszkańców.